# De-Implementierung
De-Implementierung bezeichnet den bewussten Verzicht auf institutionalisierte Praktiken, Programme oder Maßnahmen, die sich als ineffektiv, schädlich oder überholt erwiesen haben. Sie steht im Gegensatz zur Implementierung neuer Maßnahmen und folgt einer subtraktiven Logik, bei der durch Weglassen von Praktiken Qualität, Effizienz und Gesundheit gesteigert werden sollen. Der Begriff leitet sich analog zur Implementierung vom spätlateinischen implementum („Gerät“) bzw. vom lateinischen implere („anfüllen“, „erfüllen“) her, wobei de- als Negations- oder Umkehrpräfix fungiert.
Das Konzept wurde zunächst im medizinischen Kontext etabliert, wo es u. a. durch die Choosing Wisely-Initiative bekannt wurde. Ziel war es, medizinische Praktiken abzuschaffen, die keinen nachweisbaren Nutzen bringen oder schädlich sein können. Mittlerweile wird De-Implementierung auch im Bildungsbereich diskutiert, etwa zur Abschaffung ineffektiver Unterrichts- oder Schulentwicklungsmaßnahmen.

## Merkmale und Ziele
Der Prozess der De-Implementierung ist durch drei zentrale Merkmale gekennzeichnet:
- Subtraktivität: De-Implementierung zielt nicht (wie die Implementierung) auf eine Ergänzung oder Erweiterung von Strukturen, sondern auf der gezielten Entfernung oder Reduktion von Bestehendem.
- Systematik: Die Umsetzung erfolgt planvoll, methodisch transparent und anhand klar definierter Schritte. Diese können eine Analyse des Ist-Zustands, die Auswahl von geeigneten Interventionszielen, die Umsetzung spezifischer Maßnahmen und die Evaluation der Ergebnisse umfassen.
- Evidenzbasierung: Grundlage für De-Implementierungsprozesse bildet eine evidenzbasierte Bewertung. Entscheidungen werden auf der Basis von Forschungsergebnissen oder Evaluationsdaten zur Wirksamkeit von Maßnahmen getroffen, nicht auf der Basis von subjektiven Präferenzen oder Einstellungen. Zum Teil können sie auf Empfehlungen von Initiativen wie Choosing Wisely gestützt sein.

Zwei zentrale Ziele stehen im Mittelpunkt der De-Implementierung:
- Schonung von Ressourcen, indem materielle, zeitliche und personelle Mittel eingespart werden, die zuvor für überflüssige oder potenziell schädliche Maßnahmen verwendet wurden.
- Qualitätssteigerung, indem freigesetzte Ressourcen gezielt in wirksamere Praktiken investiert werden können.

## Durchführung
Wang et al. (2018) unterscheiden vier Arten der De-Implementierung:
1. Ineffektive Maßnahmen können in Häufigkeit oder Umfang reduziert werden, wenn sie z. B. nur bei einer Untergruppe von Patienten zum Erfolg führt.
2. Vollständiger Verzicht ohne Ersatz bei Maßnahmen, deren Nutzen nicht nachgewiesen werden kann.
3. Ersatz durch effektivere Alternativen, z. B. modernere Verfahren, die dem aktuellen Stand entsprechen.
4. Transformation durch Neugestaltung der Maßnahme oder Umstrukturierung des Programms.

## Herausforderungen
Studien wie die von Adams et al. (2021) zeigen, dass Menschen dazu tendieren, additive anstatt subtraktive Lösungen zu bevorzugen. Abgesehen von dieser allgemeinen Tendenz werden subtraktive Veränderungsprozesse häufig durch rational wenig fassbare kognitive, emotionale und soziale Faktoren erschwert. Typische kognitive Barrieren, die einer De-Implementierung entgegenwirken, sind Status-quo-Verzerrung, soziale Erwünschtheit, Verlustaversion und eskalierendes Commitment.

## Anwendung

### De-Implementierung in der Medizin
Im medizinischen Bereich bezieht sich De-Implementierung auf die gezielte Reduktion oder Abschaffung diagnostischer oder therapeutischer Maßnahmen, die nachweislich keinen Nutzen bringen, potenziell schädlich sind oder im Widerspruch zu evidenzbasierten Leitlinien stehen.
Zentrale Ziele sind:
- Verbesserung der Patientensicherheit,
- Reduktion unnötiger Kosten,
- Förderung evidenzbasierter Entscheidungen.

Beispiele für medizinische Maßnahmen, die häufig durchgeführt werden, aber nicht (mehr) sinnvoll sind, stammen aus der Initiative Choosing Wisely:
- Bildgebende Verfahren bei unspezifischen Rückenschmerzen[11],
- unnötige Antibiotikagabe bei viralen Infekten[12],
- Routine-Bluttests ohne Indikation[13].

Studien zeigen, dass trotz klarer Evidenz viele überholte Praktiken weiterverwendet werden – ein Phänomen, das mit therapeutischer Trägheit, ökonomischen Anreizen oder Patientenerwartungen erklärt wird.

### De-Implementierung im Bildungsbereich
Im Bildungswesen wird der Begriff De-Implementierung zunehmend verwendet, um Maßnahmen, Routinen oder Programme abzuschaffen, die sich als ineffektiv oder sogar kontraproduktiv erwiesen haben. Anders als in der Medizin liegt der Fokus hier nicht auf diagnostischen oder therapeutischen Maßnahmen, sondern auf pädagogischen Praktiken, schulorganisatorischen Routinen oder Fortbildungsformaten.
Beispiele für De-Implementierung im Bildungsbereich sind:
- Reduktion von Korrekturen: Eine Meta-Analyse von Truscott (2007) zeigte, dass Korrekturen – etwa in Form schriftlicher Rückmeldungen auf Aufsätze im Fremdsprachenunterricht – keine signifikante Verbesserung der schriftsprachlichen Kompetenz bewirken.[14]

- Umgestaltung der Unterrichtsvorbereitung: Jackson und Makarin (2018) fanden in einer Feldstudie heraus, dass der Einsatz vorgefertigter Unterrichtsmaterialien („off-the-shelf lessons“) gegenüber individuell vorbereiteten Stunden keinen messbaren Einfluss auf die Lernergebnisse von Schülerinnen und Schülern hatte.[15]

- Abschaffung ineffektiver Fortbildungen: Ein Übersichtsartikel von Lipowsky und Rzejak (2017) zeigt, dass einmalige Fortbildungen („One-Shot“-Formate) weder die Professionalisierung von Lehrkräften noch die Leistungen von Lernenden nachhaltig verbessern.[16]